# 宍戸親朝
宍戸 親朝（ししど なりとも、安永元年6月21日（1772年7月21日） - 天保2年8月24日（1831年9月29日））は、長州藩毛利家家臣。宍戸家第22代当主。
父は宍戸就年。母は矢野紀以の養女（星坂正為の娘）。妹は福原房純室。正室は右田毛利就任の養女（梅園実縄の娘）。養子に宍戸元礼。幼名は千代松。通称は少輔次郎、主計、筑前。初名は延賢（のぶかた）。

## 生涯
安永元年（1772年）、一門宍戸就年の長男として生まれる。家督相続時に藩主毛利治親より偏諱を授与されて親朝と改名し、続く斉房、斉熙の2代の藩主に加判役（家老）として仕えた。文化8年（1811年）、藩主斉熙の江戸城登城の供をして将軍徳川家斉に拝謁する。文政元年（1818年）、父の隠居により家督相続する。文政3年（1820年）5月、長州藩が幕府より、前年6月の大地震で被災した伊勢、美濃の被災地の修繕普請助役を命じられ普請奉行を勤める。12月その功を幕府より賞され白銀を賜る。天保2年（1831年）8月24日没。享年60。家督は甥の延良（元礼）が相続した。